# Гудове
Гу́дове — село в Україні, у Шалигинській селищній громаді Шосткинського району Сумської області. Населення становить 54 осіб. До 2016 орган місцевого самоврядування — Ходинська сільська рада. На території села пам'ятка кам'яного зодчества Миколаївська церква (незаконно передана РПЦ). 

## Географія
Село Гудове розташоване на правому березі річки Лапуга, вище за течією на відстані 1.5 км розташоване село Ходине, нижче за течією на відстані 2 км розташоване смт Шалигине, на протилежному березі — село Ємадикине.

## Історія
З 1917 — у складі УНР, з квітня 1918 — у складі Української Держави Гетьмана Павла Скоропадського. З 1921 тут панує стабільний окупаційний режим комуністів, якому чинили опір місцеві мешканці.
12 червня 2020 року, відповідно до розпорядження Кабінету Міністрів України № 723-р «Про визначення адміністративних центрів та затвердження територій територіальних громад Сумської області», село увійшло до складу Шалигинської селищної громади.
19 липня 2020 року, в результаті адміністративно-територіальної реформи та ліквідації Глухівського району, село увійшло до складу новоутвореного Шосткинського району.

## Економіка
- Молочно-товарна ферма.